# Габдулхаев, Билсур Габдулхаевич
Билсур Габдулхаевич Габдулхаев (29 октября 1936, Чистопрудный, Челябинская область — 18 марта 2008, Казань) — советский и российский учёный, доктор физико-математических наук (1986), профессор Казанского университета, член-корреспондент Академии наук Республики Татарстан (1992). Специалист в области аналоговых информационно-измерительных систем и измерительной техники; автор работ по современным проблемам теории функций и приближений, функционального анализа и интегральных уравнений.

## Биография
Билсур Габдулхаевич Габдулхаев родился 29 октября 1936 года на кордоне Чистопрудном (Харламовском) Большечаусовского сельсовета Курганского района Челябинской области, ныне посёлок сельского типа Чистопрудный Кетовского муниципального округа Курганской области.
Окончил среднюю школу в селе Янгулово Балтасинского района Татарской АССР.
В 1955 году поступил в Казанский сельскохозяйственный институт, где высшую математику преподавал доцент Гумер Мирсаидович Шайдуков. Он предложил Габдулхаеву стать математиком.
В 1956 году поступил на физико-математический факультет Казанского государственного университета имени В. И. Ульянова-Ленина, который окончил с отличием в 1961 году. Продолжил обучение в аспирантуре Казанского университета. Через 5 месяцев, по предложению профессора Бориса Михайловича Гагаева стал работать ассистентом кафедры математического анализа, ведя до 30 часов в неделю. В 1966 году защитил кандидатскую диссертацию «Некоторые вопросы теории приближенных методов и их приложения к сингулярным интегральным уравнениям» (оппонент — Валентин Константинович Иванов).
В 1970-е годы работал в Народной Республике Болгария, был доцентом Пловдивского университета и Софийского университета, сотрудничал с Болгарской академией наук.
С 1970 по 1980 год был заместителем главного редактора журнала «Известия вузов. Математика»; в 1998—2008 годах был членом редколлегии этого журнала.
В 1986 году в Математическом институте Академии наук Украинской ССР защитил докторскую диссертацию «Оптимальные аппроксимации решений линейных задач и прямые методы решения сингулярных интегральных уравнений» (оппонент — Соломон Григорьевич Михлин).
В 1988 году на Механико-математическом факультете Казанского университета создана кафедра теории функций и приближений, которую возглавил Б.Г. Габдулхаев.
В 1992 году избран членом-корреспондентом Академии наук Республики Татарстан; в течение 10 лет был председателем Научного совета по математике и механике.
Действительный член Международной академии информатизации. Был Президентом Ульяновского отделения Международной академии информатизации, председателем Ульяновского отделения Российского философского общества, членом научно-методического совета Минобразования, экспертом научно-технической сферы Министерства промышленности, науки и технологий Российской Федерации, почетным членом консультационного совета Международного биографического центра (Кембридж, Англия), членом Совета управляющих Американского биографического института США (1997).
Основоположник новых направлений в информатике и математической кибернетике (континуальные специальные алгебры и предметные логики), в аналоговой вычислительной технике (релятор и реляторная схемотехника) и в радиоэлектронике (топологические схемные триады Л.И. Волгина). Подготовил 40 кандидатов и 4 докторов физико-математических наук.
Билсур Габдулхаевич Габдулхаев умер 18 марта 2008 года в городе Казани Республики Татарстан. Похоронен в секторе E/1 Арского кладбища Вахитовского района города Казани.

## Научные труды
Опубликовал сто семьдесят научных работ, в том числе три монографии и несколько обзорных работ по современным проблемам теории функций и приближений, функционального анализа и интегральных уравнений.
- Габдулхаев Б.Г. Оптимальные аппроксимации решений линейных задач. — Казань: Изд-во Казан. ун-та, 1980. — 232 с. — 1515 экз.[6]
- Габдулхаев Б.Г. Прямые методы решения сингулярных интегральных уравнений первого рода. — Казань: Изд-во Казан. ун-та, 1994. — 288 с. — 1000 экз. — ISBN 5-7464-0307-5.[7]
- Габдулхаев Б.Г. Численный анализ сингулярных интегральных уравнений / Науч. ред. к. ф.-м. н., доц. В.П. Кадушин. — Казань: Изд-во Казан. ун-та, 1995. — 232 с. — ISBN 5-7464-1221-X.[8]
- Сборник конкурсных задач по математике с решениями. Пособие для поступающих вы вузы / Науч. ред. канд. физ.-мат. наук, доц. Б.Г. Габдулхаев. — Изд 2-е, перераб. и доп.. — Казань: Татар. кн. изд-во, 1972. — 542 с. — 80 000 экз.[9]

## Награды
- Медаль «Ветеран труда»
- Заслуженный деятель науки и техники Республики Татарстан, 1997 год
- Золотая медаль Американского биографического института, 1996 год